# Argúnskoie
Argúnskoie (en rus: Аргунское) és un poble del krai de Khabàrovsk, a Rússia, que el 2012 tenia 3 habitants. Pertany al districte rural de Lazó.